# Leonel Pernía

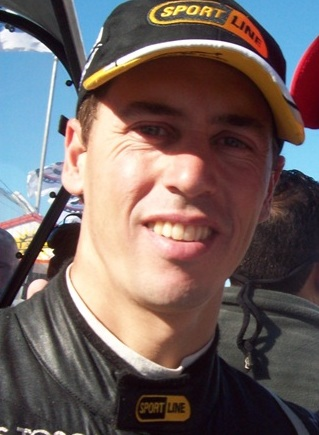
Leonel Pernía.

Leonel Adrián Pernía (Buenos Aires, 27 september 1975) is een Argentijns autocoureur.

## Carrière
Pernía is de zoon van voormalig voetballer en autocoureur Vicente Pernía en de broer van de Spaanse voetballer Mariano Pernía. Leonel zelf voetbalde voor de CA Boca Juniors in de eerste divisie in 1997, waarna hij overstapte naar de National Professional Soccer League voor de volgende twee jaar. In 2000 maakte hij zijn debuut in de autosport in de Argentijnse Turismo Nacional in 2000 and 2001. Door de crisis keerde hij in 2002 weer terug naar de Verenigde Staten om tot 2005 te spelen in de Major Indoor Soccer League.
In 2006 stopte Pernía met voetballen en keerde hij terug naar Argentinië, waarbij hij twaalfde werd in de TC Pista in een Chevrolet. Ook nam hij deel aan drie races van de TC2000 in een Honda. Het daaropvolgende seizoen reed hij in twee TC Pista-races, de helft van het TC2000-seizoen in een Fineschi Honda en de rest van het jaar in een fabrieks-Honda, waarbij hij als dertiende in het kampioenschap eindigde.
De daaropvolgende jaren bleef Pernía voor Honda rijden, waarbij hij in 2009 en 2011 als derde en in 2010 en 2013 als tweede eindigde. Ook reed hij in de Turismo Nacional Argentinië in 2008 en in de Top Race V6 en Turismo Carretera sinds 2009. In 2009 won hij ook de Drivers Masters-kartrace in downtown Buenos Aires.
In 2010 kwam Pernía eenmalig uit in het World Touring Car Championship op het Autodromo Nazionale Monza voor het team Chevrolet Motorsport Sweden in een Chevrolet Cruze. Hij eindigde deze races als achttiende en tiende, waardoor hij één punt behaalde en als 22e in het kampioenschap eindigde.